# Gråsten
Gråsten − miasto położone w południowej Jutlandii w Danii w gminie Sønderborg, w regionie Dania Południowa. Do 1 stycznia 2007 r. miasto było siedzibą nieistniejącej już gminy Gråsten.

## Historia miasta i zabytki
Atrakcją turystyczną przyciągającą turystów do Gråsten jest miejscowy zamek.
Miasto powstało wraz z zamkiem ok. 1700 r. Pierwsze domy zostały zbudowane na brzegu jeziora na mieszkania dla administracji i służby pałacowej. Sam zamek został zbudowany przez Fryderyka i Carla Ahlenfeldtów w latach 1700–1708 w stylu baroku niderlandzkiego. Po pożarze zamku w 1757 r. zachowała się jedynie jego część północna z późniejszymi dodatkami. W 1725 r. zamek stał się własnością książąt Augustenborga i ich letnią rezydencją. W 1864 r. miasto wraz z całym Szlezwikiem zostało oderwane od Danii i przyłączone do Prus.
W wyniku plebiscytu w 1920 r. Gråsten powrócił do Danii. Obecny kształt nadała zamkowi przebudowa w 1935 r.  w celu jego adaptacji na rezydencję letnią duńskiej rodziny królewskiej, która wybrała Gråsten, aby podkreślić łączność świeżo odzyskanej przez Danię (w 1920 r.) południowej Jutlandii z resztą królestwa. Do swej śmierci w 2000 r. mieszkała tutaj latem duńska królowa-matka Ingrid. Mieszkańcy miasteczka wyrosłego przy zamku trudnili się handlem i rzemiosłem i tak pozostało do dzisiaj. Park zamkowy jest dostępny dla zwiedzających, jeśli w zamku nie przebywa rodzina królewska.
Do kompleksu zamkowego wchodzi barokowy kościół zamkowy z ok. 1700 r. z ciekawym wyposażeniem wnętrza. Od 1851 r. służy również jako lokalny kościół parafialny. Miasto posiada połączenie kolejowe z Sønderborgiem i z Tinglev.

## Herb Gråsten
Oficjalnie zatwierdzony w 1948 r. herb miasta nawiązuje do najważniejszej budowli, czyli zamku Gråsten. W polu czerwonym zamek srebrny (w praktyce biały) nad nim korona złota, pod nim śledź srebrny (w praktyce biały). Symbole herbu są nad wyraz czytelne i przedstawiają zamek Gråsten z koroną symbolizującą przejęcie zamku przez duńską rodzinę królewską w 1936 r. Śledź odnosi się do pobliskiej zatoki Sildekulen, która swoją nazwę wzięła od tej właśnie ryby.